# Uromyces minor
Uromyces minor ist eine Ständerpilzart aus der Ordnung der Rostpilze (Pucciniales). Der Pilz ist ein Endoparasit von Klee. Symptome des Befalls durch die Art sind Rostflecken und Pusteln auf den Blattoberflächen der Wirtspflanzen. Sie ist holarktisch verbreitet.

## Merkmale

### Makroskopische Merkmale
Uromyces minor ist mit bloßem Auge nur anhand der auf der Oberfläche des Wirtes hervortretenden Sporenlager zu erkennen. Sie wachsen in Nestern, die als gelbliche bis braune Flecken und Pusteln auf den Blattoberflächen erscheinen.

### Mikroskopische Merkmale
Das Myzel von Uromyces minor wächst wie bei allen Uromyces-Arten interzellulär und bildet Saugfäden, die in das Speichergewebe des Wirtes wachsen. Ihre Spermogonien sind unbekannt. Die beid- oder zumeist unterseitig auf den Wirtsblättern wachsenden Aecien der Art sind kurz bis zylindrisch. Ihre hyalinen Aeciosporen sind 17–21 × 17–19 µm groß, kugelig bis breitellipsoid und warzig. Uredien bildet der Pilz offenbar nicht aus. Die beid- oder überwiegend blattunterseitig wachsenden Telien der Art sind schwarzbraun, pulverig und früher oder später unbedeckt. Die meist hell kastanienbraunen Teliosporen sind einzellig, in der Regel kugelig bis breitellipsoid, warzig und meist 18–22 × 15–19 µm groß. Ihre Stiele sind farblos.

## Verbreitung
Das bekannte Verbreitungsgebiet von Uromyces minor reicht vom westlichen Nordamerika bis Europa.

## Ökologie
Die Wirtspflanzen von Uromyces minor sind diverse Kleearten (Trifolium spp.). Der Pilz ernährt sich von den im Speichergewebe der Pflanzen vorhandenen Nährstoffen, seine Sporenlager brechen später durch die Blattoberfläche und setzen Sporen frei. Die Art durchläuft einen mikrozyklischen Entwicklungszyklus mit Spermogonien, Aecien und Telien. Als autözischer Parasit macht sie keinen Wirtswechsel durch.